# ألبرت شارتييه
ألبرت شارتييه (بالإنجليزية: Albert Chartier)‏ هو دراج فرنسي.